# Erannis declinans
Erannis declinans là một loài bướm đêm trong họ Geometridae.